# 2029 Binomi
A 2029 Binomi (ideiglenes jelöléssel 1969 RB) a Naprendszer kisbolygóövében található aszteroida. Paul Wild fedezte fel 1969. szeptember 11-én.